# The Mexican
The Mexican (conocida como La Mexicana en Hispanoamérica) es una película de 2001 dirigida por Gore Verbinski. Está protagonizada por Brad Pitt y Julia Roberts, cuyo argumento es una mezcla inusual entre comedia romántica y  road movie.
El libreto iba a ser filmado originalmente como una producción independiente sin que participasen grandes estrellas, pero Roberts y Pitt, quienes desde hacía tiempo estaban buscando un proyecto para hacer juntos, se enteraron de la película y decidieron hacerla. La película fue entonces promocionada engañosamente como una típica comedia romántica de una pareja que viaja a través del país, porque el guion no se basa sólo en la relación de Pitt y Roberts, ya que pasan poco tiempo juntos en pantalla. Finalmente, la película recaudó 66,8 millones de dólares sólo en los Estados Unidos.

## Argumento
El argumento es sobre los problemas e idas y vueltas de Jerry Welbach (Brad Pitt) al tratar de conseguir una famosa pistola antigua, La Mexicana, la cual debe sacar de México y lograr introducirla en los Estados Unidos. Cinco años antes, había causado un accidente de tránsito, en el que había golpeado el auto de Arnold Margolese (Gene Hackman), quien había tenido que pasar cinco años en la cárcel luego de que la policía registrase su auto tras el choque. Como compensación por el tiempo pasado en la cárcel, Jerry es utilizado por la mano derecha de Margolese, Bernie Nayman (Bob Balaban) para hacer sus trabajos. Su novia, Samantha (Julia Roberts), discute constantemente con él por su falta de compromiso en la relación, entre otras cosas. 
Jerry se entera rápidamente de que su último trabajo para Margolese sería difícil, ya que el arma parecía cargar con una maldición. Las distintas versiones de la historia de la pistola y de la causa de su maldición son un gag frecuente que aparece varias veces en la película. Cada historia incluía a un armero en un pequeño pueblo mexicano a finales del siglo XIX, quien había creado la pistola para el hijo de un noble, que visitaría la ciudad. El armero tenía la esperanza de que el hijo del noble se casaría con su hija, asegurándole así una vida libre de problemas. Sin embargo, el joven asistente del armero estaba enamorado de su hija, a escondidas de su padre. Las leyendas de la ciudad decían que desde ese momento, la maldición estaba dentro de la pistola, ya que el joven asistente se había asegurado de que no funcionase correctamente cuando se disparara. Cuando el hijo del noble llega a la ciudad, se le presenta la fina pistola, además de la hija del armero. Luego, se le pide que dispare el arma por primera vez. El hijo del noble apunta a un jarrón y jala el gatillo, pero el arma no funciona. Finalmente, el hijo del noble se da cuenta de que la hija del armero y el asistente se miran el uno al otro con cariño. Enfurecido al ver que ella prefería a un mero plebeyo antes que a él, deja la aparentemente dañada pistola a un lado, toma la suya propia y le apunta al asistente. La hija rápidamente toma a La Mexicana del suelo y le apunta al hijo del noble, causando que sus guardias le apunten a ella a su vez. Temiendo que la perdería si el arma funcionase o no, el asistente le pide a su amada que bajase el arma. Ella acepta, y el hijo del noble, tomando ventaja de la situación, le dispara al asistente. Al haber perdido al hombre que amaba, decide apuntarse con la pistola que cargaba una maldición en la sien, para quitarse la vida. El hijo del noble se ríe de ella, pensando que el arma no funcionaría. Ella presiona el gatillo, y la pistola funciona perfectamente, matándola. 
Mientras Jerry deambula por México buscando la antigua pistola, un hombre llamado Leroy (James Gandolfini) secuestra a Samantha, creyendo que ella tiene el arma. Leroy luego le asegura a Samantha que estaba a salvo, que él sólo buscaba el arma para devolvérsela a Margolese. Además, le asegura que todo estaría bien una vez que consiguiera que Jerry le entregase el arma. Leroy la lleva a recorrer las rutas con su auto para encontrarse con Jerry en el aeropuerto, y así hacer un intercambio por la pistola. Pronto se revela que Leroy no es el único que buscaba a Sam, ya que un hombre afroamericano también estaba tratando de capturarla. Leroy lo sorprende, sin embargo, y le dispara, lesionándole el brazo. Luego, escapa con Sam, yendo a toda velocidad hacia México. En el camino, Samantha nota un tatuaje en su brazo con el nombre "Winston". Cuando le pregunta quién era, él le contesta "alguien que no me gusta mucho". Con el correr de los días, los dos comienzan a tener más confianza con el otro, comenzando una pequeña amistad. Sam descubre que Leroy es homosexual luego de verlo mirando a un hombre con cariño. Luego lo convence de hablarle, y los tres se van a pasar la noche a su habitación de un hotel. Mientras Samantha y Leroy están fuera de su habitación, el misterioso extraño a quien Leroy le había disparado en el brazo entra en la misma, y comienza a registrarla. Luego descubre al amigo de Leroy, Frank, en la habitación, aunque este no lo ve. Cuando Leroy y Sam regresan al hotel, descubren que Frank había muerto. En la habitación, Leroy descubre un cigarrillo en el cenicero que no le pertenecía a él, todavía fresco. En ese punto, el extraño regresa a buscarlos a los dos. Leroy logra dispararle otra vez, esta vez finalizando el trabajo y matando al hombre.  
Jerry sufre muchos contratiempos en México, evitando que pudiese tomar su vuelo para encontrarse con Sam. Samantha y Leroy finalmente llegan a México a buscar a Jerry, para poder devolver la pistola y continuar con sus vidas. Bernie, ya cansado de Jerry, decide ir a México a conseguir él mismo la pistola, además de matar a Jerry. Sam y Leroy hallan primero a Jerry, pero este termina chocando el auto luego de discutir con su novia. Samantha se baja del mismo y comienza a alejarse con la carretera, mientras Jerry trata de cambiar un neumático desinflado. Mientras Leroy se sienta en el auto, descubre que Jerry tiene la famosa pistola en la guantera. Para recuperarla, decide matar a Jerry mientras cambia la rueda, pero repentinamente cambia de opinión y decide no dispararle por la espalda. Luego, le ofrece ayuda con el neumático, sin darse cuenta de que Jerry lo había visto apuntándole con la pistola en el reflejo del auto. Jerry, luego, le apunta a Leroy con su pistola, y este se da cuenta inmediatamente. Samantha, alejándose, escucha un disparo, haciéndola regresar corriendo al auto. Cuando llega, encuentra muerto a Leroy, y comienza a llorar. Luego le grita a Jerry, quien trata de decirle de que el muerto no era el verdadero Leroy. Le explica que había conocido a Leroy en una fiesta hacía unos años, y que era afroamericano, indicando que el extraño que los había perseguido en Estados Unidos era, en efecto, el verdadero Leroy. Luego de ver la billetera del hombre muerto, Sam descubre que su verdadero nombre era Winston, tal como lo decía su tatuaje.
Jerry es secuestrado, sin embargo, y llevado ante Margolese. Margolese le explica que quiere la pistola para regresársela a su verdadero dueño, el descendiente del armero. Jerry luego acepta devolverle el arma al descendiente, y es llevado de vuelta a su habitación en el hotel. Bernie, sin embargo, ya estaba allí, demandando la pistola para ser intercambiada por Samantha. Cuando se descubre que ella estaba en el baúl del auto de Jerry, este le explica que la pistola también estaba allí. Bernie abre el baúl, mostrando a Samantha que, muy irritada, le apunta con la pistola que tenía la maldición. Después de un momento breve e intenso, Samantha dispara, causando que salga del arma un pequeño anillo de bodas de oro. Bernie se queda quieto durante un momento, aparentemente ileso, pero luego revela un balazo en su cuello, que lo había matado. Jerry, luego, toma el anillo, proponiéndole matrimonio a Sam, y los dos comienzan su viaje de regreso a Estados Unidos.

## Reparto
- Brad Pitt como Jerry Welbach.
- Julia Roberts como Samantha "Sam" Barzel.
- James Gandolfini como Winston Baldry / Leroy falso.
- J. K. Simmons como Ted Slocum.
- Bob Balaban como Bernie Nayman.
- Pedro Armendáriz Jr. como Policía.
- Michael Cerveris como Frank.
- David Krumholtz como Beck.
- Cástulo Guerra como Joe.
- Gene Hackman como Arnold Margolese.
- Sherman Augustus como Leroy verdadero.